# Fritze Nathansen
Fritze Nathansen   (Aarhus, 18 de juliol de 1925 - municipi de Lyngby-Taarbæk, 5 d'agost de 2005), de casada Fritze Carstensen, fou una nedadora danesa, especialista en estil lliure, que va competir durant la dècada de 1940.
El 1948 va prendre part en els Jocs Olímpics d'Estiu de Londres, on va disputar tres proves del programa de natació. Va guanyar la medalla de plata en els 4x100 metres lliures, formant equip amb Eva Riis, Karen Harup i Greta Andersen, mentre en els 400 metres lliures fou setena i en els 100 metres lliures vuitena.
En el seu palmarès també destaquen dues medalles d'or, en els 100 i 4x100 metres lliures, al Campionat d'Europa de natació de 1947 i els campionats nacionals dels 100 metres lliures de 1943 a 1947.